# Bundesversicherungsanstalt für Angestellte

Logo der Bundesversicherungsanstalt für Angestellte

Die Bundesversicherungsanstalt für Angestellte (BfA) mit Hauptsitz in Berlin war eine deutsche Körperschaft des öffentlichen Rechts.
Als Nachfolger der Reichsversicherungsanstalt für Angestellte (RfA) war sie der größte Träger der gesetzlichen Rentenversicherung in Deutschland und einer der größten Sozialleistungsträger Europas. Sie wurde am 7. August 1953 als Nachfolgerin der RfA in West-Berlin eröffnet. Ab 1. Oktober 2005 wurde sie per Gesetz in die Deutsche Rentenversicherung als Bundesträger unter dem neuen Namen Deutsche Rentenversicherung Bund überführt.